# Falklandoglenes spinosa
Falklandoglenes spinosa là một loài nhện trong họ Linyphiidae. Chúng được Usher miêu tả năm 1983.